# Châtel-sur-Moselle
Châtel-sur-Moselle è un comune francese di 1 726 abitanti situato nel dipartimento dei Vosgi nella regione del Grand Est.

## Società

### Evoluzione demografica
Abitanti censiti